# إبراهيم المنذر
إبراهيم المنذر (7 يوليو 1875 - 25 أغسطس 1950)، هو أبو صلاح، إبراهيم ميخائيل المنذر، من أسرة بني المعلوف المتحدرة من القبيلة الغسانيّة العربيّة المعروفة. وكان لأُسرته مكانة زمن الأمراء المعنيّين. هو علاّمة لغويّ، وشاعر، وصحفي، وسياسيّ مناضل، ونائب في البرلمان اللبنانيّ غير مرّة. وُلِد في بلدة بكفيا في لبنان وتُوفي فيها.

## حياته
وُلد في قرية المحيدثة في بلدة بكفيا التابعة لقضاء المتن الشمالي سّنة 1875 تعلّم في مدرسة قريته ثُمّ في مدرسة قرنة شهوان، حيث درس أصول اللغتين العربية والفرنسية ومبادئ اللغة الإنجليزية، وتخرج منها عام 1890، وأصبح مدرساً فيها، عمل معظم حياته في التربية والتعليم. أسّس في العام 1910 مدرسة «البستان» الشهيرة وأقفلتها الحرب العالمية الأولى. وكانت مدرسة داخليّة - خارجّية. تَلْمذَ له عدد كبير من أعلام لبنان في الشّعر والأدب.
ودرس الحقوق فتولى رئاسة بعض المحاكم. وانتخب نائبا عن بيروت في مجلس لبنان النيابي سنة 1922 وظل بها 20 سنة. وعمل في الصحافة. وترأس جمعيات. ناضل ضدّ الدولة العثمانية وسلطات المتصرفيّة والانتداب الفرنسيّ. وكانت له مواقف وطنيّة سياسيّة واجتماعيّة وأدبّية، من أهمها: المطالبة بإلغاء الطائفيّة، وتحرير المرأة، والدفاع عن الدستور، والتجنيد الإجباري، ومناصرة الآداب واللّغُة العربيّةَ، والعلوم، والفنون الجميلة.
كان عضوًا في مجمع اللّغُة العربيّةَ في دمشق، وفي المجمع العلميّ اللبنانيّ. وعّين عضوًا في المجلس الأعلى للتربية والتعليم في لبنان وسوريّة. رأس لسنين عديدة لجان الامتحانات الرسميّة في وزارة المعارف اللبنانيّة (التربية والتعليم العالي حالياً)، لطلاّب الآداب والفلسفة.

## صفاته وفصاحته
تُعد شخصيته متعدّدة الجوانب اللغويّة والأدبيّة والسياسيّة والتربويّة والاجتماعيّة، وعُرف إبراهيم المنذر بطلاقة لسانه خطابة وببلاغة البيان وإشراقة اللّغة كاتبًا وشاعرًا. وهو اللّغُويّ المتمكِّن من اللّغُة في أسرارها وشواردها. وهو الذي وضع كتابه: كتاب المنذر، في عثرات الأقلام ومفردات اللّغُة العربيّةَ.
كذلك عُرف بميله إلى السهولة وسلامة الذوق. وقد دعا إلى تيسير اللّغُة وتبسيطها في حدود مراعاة الأصول. وفي هذا قال فيه أمين نخله:
| إبراهيم المنذر | كان الشَّيخ إبراهيم المنذر، إذا تلقّف كُرةَ البحث في العربيّة، بَيْنَ فرائدَ وَجُمل، بحرًا لا ساحل! فهو قد أحاط بشاذّ وَمَقِيس، وَوقف على غرائبَ ونوادر، وغاص على دقائق واستقصى أطرافًا، وَجَمعَ أشتاتًا ما شاء الله له. | إبراهيم المنذر |

وكانت له ذاكرة حافظة وبداهة حاضرة. فإذا عرضت له مسألة من مسائل اللّغة، كان الشاهد اللّغُويّ حاضرًا لساعته، وكان يتذوّق الموسيقى ويميل إلى الفن. فرقّىَ السياسة وجعلها في مستوى الأدب والفنّ. وكان همّه تهذيب الناشئة اللبنانّية ومدّها بالعلم الواسع والأدب العالي والأخلاق الرفيعة. أقيم له مهرجان تكريم في العام 1948 بمناسبة مرور خمسين عاماً على اشتغاله بالأدب، وقد حيّاه كبار الشعراء مثل الأخطل الصغير، ورئيف خوري وغيرهما بقصائد في هذه المناسبة. وقُدّم له وسام المعارف المذهب، كما كُرّم في الوطن والمهجر.

## الإنتاج الشعري
له أكثر من مئة قصيدة بالشعر العربي الفصيح، وله ديوانان، «ديوان المنذر» وديوان «شعر»، تُعد قصيدة قلب الأم أحد أشهر قصائده، والتي لا زالت تتردد صداها إلى اليوم، حيث يقول فيها:

## وفاته وإرثه الثقافي
توفّي المنذر عن خمسة وسبعين عامًا، بتاريخ 25 أغسطس 1950 في مستشفى القدّيس جوارجيوس في بيروت إثر عملية جراحيّة. ثم في ما بعد أقيمت له حفلة تأبينيّة تكريمًا له. وفي العشرين من شهر مارس من العام 1972 ورُفعت صورته في قاعة دار الكتب الوطنيّة إلى جنب أعلام لبنانيين مبدعين راحلين.
وفي العام 2009، وبمناسبة إعلان بيروت عاصمة عالَميّة للكتاب أُقيم للمنذر احتفال في تكريم ذكراه، في قصر الأونيسكو في بيروت تكلّم فيه كبار شعراء لبنان وأدباءه أمثال: منيف موسى وأسعد السكاف وجورج شكّور وأمين زيدان وجوزف مفرّج وغالب غانم. كما حمل إبراهيم المنذر يحمل وسام المعارف المذهَّب.